# 巴尼亞 (種姓)
巴尼亞，是印度一個貿易商、銀行家、貸款人種姓，在孟加拉泛指商人。

## 詞源
巴尼亞一字得自梵語baṇij，意思是貿易商。在孟加拉此術語適用於參與放債及所有同類活動的人，但在印度各地商人有更仔细種姓指稱。